# Alcaracejos
Alcaracejos ist eine spanische Gemeinde in der Provinz Córdoba in Andalusien. 2024 hatte die Gemeinde 1.501 Einwohner. Sie umfasst eine Fläche von 176 km² und hat eine Bevölkerungsdichte von 8,5 Einw./km². Die durchschnittliche Höhe liegt bei 602 m über dem Meer, sie ist circa 74 km von der Provinzhauptstadt Córdoba entfernt.

## Namen
Zur Herkunft des Namens gibt es bisher keine einheitliche Theorie. Daher werden im Folgenden verschiedene Ätiologien aufgelistet:
- nach Miguel Asin Palacios könnte es sich um eine wörtliche Übersetzung im Spanischen aus einer arabischen Fruchtbezeichnung handeln. El cerezuelo, (Alcazar) auf Arabisch wäre dann ‚Kirsche‘ (Kirschbäumchen). Zugleich muss dann eine hispano-muslimische Besiedlung angenommen werden.[5]
- Darin stimmt Juan Ocaña Torrejón bei, der jedoch annimmt, das der Name eine Bestätigungsform des alten Namens Allozo (Almendro – Wilder Mandelbaum) sei, den ihm der benachbarte Ort Villanueva del Duque beigegeben habe.
- Pater Fita identifiziert den Ort gar mit einem antiken Ort der Römer. Dafür spräche die Nähe zu zwei anderen Orten aus dieser Zeit: Ladrillar (Ziegelhaufen) und Derro del Santo (Heiliger Berg). Möglicherweise haben sich dort Gehöfte oder Schmelzhütten befunden.
- Eine Beschreibung aus dem Jahr 1887 besagt jedoch, das Dorf habe irrtümlich den Namen Alcaracejos erhalten. Das Diccionario hispano americano (Barcelona 1887) führt den Namen wieder auf das Arabische zurück, wie auch die Enciclopedia Universal Ilustrada Europea Americana. Dort wird auch eine Beziehung zum arabischen Alcharac (Campanilla, Glockenblume) hergestellt.
- Ramírez De Las Casas Deza führt den Namen auf das arabische Wort Al caria (Weiler) zurück. Dafür spricht, das wohl schon seit römischer Zeit einige Gehöfte an der Straße von Córdoba nach Almadén vorhanden waren. Weil es sich um mehrere kleine Gehöfte handelte, könnte man so den Plural und die Verkleinerungsform (al caria/alquería) erklären. Und auch die Bezeichnung Mojino für die Einwohner ließe sich daraus ableiten, weil sie auf Vögel anspielt, die in kleinen Gruppen in den Eichenwäldern leben.

Zuletzt gibt es noch die Herleitung von dem Ausdruck Alcázar Viejo. Der Almanach des Bischofs von Córdoba aus dem Jahr 1875 sagt: Nach der Tradition, die im Ort überliefert wird, ließ der Emir Abd ar-Rahman II. einen üppigen Alcázar errichten, der ihm auf seinen Kaninchen- und Rebhuhnjagden zur Erholung diente. Nach der Reconquista bastelten Hirten aus Pedroche Hütten in den Ruinen und bezeichneten den Ort als Alcázar Viejo und der aktuelle Name entstand dann wohl durch Verschleifung der Sprache.
Diese letzte Möglichkeit erklärt aber nicht den Plural, mit dem Alcaracajos bezeichnet wird, obwohl in der Umgebung tatsächlich Reste maurischer Besiedlung gefunden wurden, die die Existenz eines Alcázar wahrscheinlich machen. Ältere Einwohner kennen auch noch die Legende um den Cerro Del Castillo (Cuzna): Dort soll sich ein verzauberter Schatz befinden, der von einer Mora bewacht wird, die sich in ein wildes Tier verwandelt.
Seit der Reconquista besteht der Ort unter seinem heutigen Namen und seitdem war er auch ein Teil von Pedroche, ohne von den Stiftungen berührt zu werden, welche die Territorien von Del Valle betrafen, die unmittelbar angrenzen. Sie wurden von den Herren von Santa Eufemia y Belalcázar gemacht.
Am Ende des 15. Jahrhunderts (ca. 1488) erhielt der Ort, zusammen mit seinen benachbarten Dörfern den Titel Stadt. Wodurch eine eigene Gerichtsbarkeit eingerichtet werden konnte. Damit war der Ort nur Córdoba unterstellt. Er verlor jedoch nicht die Gemeinschaft mit den anderen Dörfern der Las Siete Villas De Los Pedroches.

## Geographie

### Lage
Das Gemeindegebiet liegt im Norden der Provinz Córdoba, im Zentrum der Verwaltungseinheit (Comarca) Los Pedroches. es grenzt an Dos Torres und Villaralto im Norden, an Añora im Osten, Villanueva del Duque im Westen, Pozoblanco und Espiel im Südosten.

### Klima
| Estación Meteorológica de Alcaracejos | Estación Meteorológica de Alcaracejos | Estación Meteorológica de Alcaracejos | Estación Meteorológica de Alcaracejos | Estación Meteorológica de Alcaracejos | Estación Meteorológica de Alcaracejos | Estación Meteorológica de Alcaracejos | Estación Meteorológica de Alcaracejos | Estación Meteorológica de Alcaracejos | Estación Meteorológica de Alcaracejos | Estación Meteorológica de Alcaracejos | Estación Meteorológica de Alcaracejos | Estación Meteorológica de Alcaracejos | Estación Meteorológica de Alcaracejos |
| Periodo 1951-1992                     | Jan                                   | Feb                                   | Mär                                   | Apr                                   | Mai                                   | Jun                                   | Jul                                   | Aug                                   | Sep                                   | Okt                                   | Nov                                   | Dez                                   | Jahresdurchschnitt                    |
| ------------------------------------- | ------------------------------------- | ------------------------------------- | ------------------------------------- | ------------------------------------- | ------------------------------------- | ------------------------------------- | ------------------------------------- | ------------------------------------- | ------------------------------------- | ------------------------------------- | ------------------------------------- | ------------------------------------- | ------------------------------------- |
| Mittlere Jahrestemperatur (°C)        | 07,0                                  | 08,4                                  | 11,1                                  | 13,6                                  | 17,8                                  | 22,3                                  | 26,9                                  | 26,6                                  | 23,2                                  | 16,8                                  | 10,8                                  | 07,2                                  | 16,0                                  |
| Mittlerer Niederschlag (mm)           | 55,7                                  | 57,1                                  | 50,2                                  | 48,6                                  | 38,6                                  | 26,5                                  | 11,3                                  | 12,2                                  | 18,5                                  | 61,3                                  | 57,8                                  | 66,1                                  | 503,9                                 |

## Geschichte
1487 führten die Bewohner von Alcaracejos einen Prozess, um sich aus der Gerichtsbarkeit von Torremilano zu befreien, worauf sie im folgenden Jahr ihren eigenen Gemeinderat bildeten. Man weiß auch, das 1557 in Alcaracejos ein Treffen der Städte stattfand, um eine Verordnung zu verfassen und zu erlassen, die die Verteilung der kommunalen Ländereien betraf (Dehesas de la jara Ruices, Navas del Emperador). Unterzeichner waren Vertreter der Gemeinden Alcaracejos, Añora, Pedroche, Pozoblanco, Torrecampo, Torremilano und Villanueva de Córdoba. Später, als Felipe IV. dieses Gebiet zu seinem Besitz erklärte, versammelten sich am 11. Januar 1644 in der Ermita de Piedrasantas von Pedroche die Repräsentanten dieser Städte, um zu versuchen die Städte aufzukaufen, und Alcaracejos entsandte dazu seine Alcalden D. Francisco Pérez Campanero und D. Mateo Sánchez Cerro mit dem Schreiber D. Francisco Fernández Franco. Am 6. Juli erwarben sie den Besitz für zwölftausend Dukaten, zahlbar innerhalb von vier Jahren. Dieser Vertrag vereinte 28.747 fanegas der Grenzgebiete von Córdoba (die Dehesa wurde damals als „la concordia“ bezeichnet), 46.960 fanegas vom Gebiet von Obejo und 6.950 fanegas Parzellen von Labrados.
1660 wurde der Ort zusammen mit den anderen Orten von Las Villas De Los Pedroches von Felipe IV. als Marqués del Carpio verkauft und kam erst 1747 wieder an die spanische Krone.
1649 wütete die Pest und dezimierte den Ort auf ein drittel seiner Einwohner. Im Almanach des Bischofs von Córdoba steht weiter:
„Es besteht aus 10 Straßen mit Namen: Padrón, Plaza, Empedrada, Cerrillo, Morcón, Santo, Cumbre, Realejo, Pilar und Fuente. Es hat eine Pfarrkirche geweiht dem San Andrés, diese ist umfangreich, von guter Bauweise und stabilem Gewölbe. Die Bauweise ist arabisch, von Bruchsteinen, auf einer herausragenden Stelle erbaut und ihre Hauptfassade blickt nach Osten. Der große Altar ist geschmückt mit schönen Schnitzwerken, von denen vor allem ein Bild des göttlichen Angesichts (Rostro Divino) verehrt wird. Das Taufregister reicht bis 1554, das Trauregister bis 1578, dasjenige der Sterbefälle bis 1615. In den Einfriedungen der Parroquia befindet sich der alte Friedhof, der 1842 in die Umgebung der Ermita de la Magdalena verlegt wurde. Der Getreidespeicher des Ortes wurde 1563 erbaut und 1785 erneuert. Er erhält sich in sehr gutem Zustand und bildet einen Apfel(?) in der Mitte des Platzes und enthält in seinem Speicher 1200 fanegas Weizen. Es gibt viele und ergiebige Brunnen.“
Noch 1921 verlieh Alfons XIII. dem Herrn García-Arévalo den Orden La Cruz De Beneficencia.
In der zweiten Hälfte des 19. Jahrhunderts blühte der caciquismo (Bonzokratie) auch in Alcaracejos, was man daran erkennt, dass in den Wahlscheinen eindeutig gekennzeichnet war, welcher Kandidat erwünscht sei. Man ersieht dies aus einem Brief des Gouverneurs von Córdoba, den der Kandidat der Opposition, Félix García Gómez De La Serna einreichte, um die Wahlen im Distrikt Pozoblanco anzufechten:
„El Gobernador de la Provincia de Córdoba, 10. Januar 1876
Senor Alcalde de Alcaracejos. Mein geschätzter Freund:
Es wurden mir Nachrichten zugetragen, das Menschen, die für den Kandidaten der Opposition arbeiten, unter anderen falsche Anschuldigungen erfinden und damit verfolgen, das die Verwaltung zu seinen Gunsten geändert wird. Wenn die Gemeinden scheitern, der Regierung den Erfolg zu sichern, wird dies so geschehen, aber wenn sie, wie ich hoffe, mit aller Kraft ihre Pflicht erfüllen für den Kandidaten des Ministeriums, genannten V., kann er sicher sein, dass sich nichts an seiner Präsidentschaft ändert, das habe ich ihm zugesichert im Namen der Regierung. …“
Der Aufstand vom 18. Juli 1936, der in erster Linie von den Rechten kontrolliert wurde, brach am 15. August desselben Jahres in Alcaracejos wieder zusammen und das Dorf blieb bis zum Ende des Krieges in den Händen der Republikaner. Am selben Tag ergab sich Pozoblanco und die Streitkräfte der Rechten und die Milizen zogen sich aus den umliegenden Dörfern unter dem Kommando von G. Civil Rodríguez de Austria dort zusammen. Eine der größten Schlachten der Republik fand dort statt, die berühmte Batalla de Pozoblanco (März–April 1937). Queipo de Llano startete am 6. März die Offensive, um den Weg zum Santuario de la Cabeza und zu den Minen von Almadén frei zu machen. Von Peñarroya kamen zwei Abteilungen in Richtung auf Villanueva del Duque. Von Espiel nach Alcaracejos zog die Einheit Gómez Cobian und von Villaharta kam diejenige des Kommandanten Fermín Hidalgo. Bei der Operation entstanden einige unvorhergesehene Situationen. Zum einen die unerwartete Stärke der Brigadas Republicanas: vier Bataillone (20, 25, 73, 74) waren vor Ort und zusätzlich setzte heftiger Regen ein. 10 Tage lang konnten die Franquisten nicht nach Villanueva del Duque einmarschieren und stießen 4 Tage lang auf heftigen Widerstand der republikanischen Brigaden 20 und 25, sowie der Artillerie unter Blanco Pedraza, bis am 15. März eine frische Einheit von Espiel unter dem Befehl von Coronel Baturone dazu kam und die Puerto Calatraveño erobern und nach Alcaracejos einmarschieren konnte. Sie zwangen die Republikaner, sich bis nach Pozoblanco zurückzuziehen. Am 17. Tag erreichten die Franquisten zwei km Entfernung zu diesem letzten Ort. Pérez Salas der Befehlshaber in Pozoblanco war, floh in der Nacht und richtete die Kampflinie mit den Streitkräften des benachbarten Gebiets wieder auf. Als am 18. März die Republikanische Luftwaffe auftauchte, sowie Panzer des Modells t-26 und die ersten Einheiten der 52 brigada de Almería, war die kritische Situation gerettet. Am 24. März führte der republikanische Befehlshaber die Gegenoffensive, um das verlorene Gebiet wieder zu gewinnen. Die Truppen des Duche blieben den Rest des Jahres auf Regionen des Gebirges beschränkt, wie zum Beispiel Chimorra. Nach der Batalla de Valsequillo am 26. März 1939 begann die siegreiche Offensive, die auf keinen Widerstand mehr stieß und am selben Tag zog das Heereskorps in Alcaracejos ein, womit der Krieg beendet war.
Angesichts der Zerstörung nach dem Krieg ließ die Dirección de Regiones Devastadas verschiedene Gebäude wieder aufbauen: Ermita de San Andrés (anstelle der zerstörten Pfarrkirche), eine Schule mit vier Klassenräumen, eine Gruppe von 22 Häusern und die Kasernen der Guardia Civil.
Die Wiederaufnahme des Bergbaus war eine Hilfe für die Einwohner. 1953 hatte Alcaracejos 2809 Einwohner und 1960 sogar 3011. Als in den 60ern die Minen geschlossen wurden, führte dies zu einem Bevölkerungsschwund. 1981 gab es noch 1439 und 1987 1524 Einwohner in 474 bewohnten Gebäuden und 220 verlassenen bzw. Ferienhäusern.
Eine Attraktion sind die vielen Gewässer, die als Urlaubsziele locken.
Am 5. Mai 1954 erlaubte das Ministerio de la Gobernación der Verwaltung von Alcaracejos ein Stadtwappen anhand der Vorgaben der Real Academia De La Historia zu entwerfen.
Der Cerro del Castillo del Cuzna, der sich auf dem Gebiet von Villanueva del Duque befindet, aber nur 7 km von Alcaracejos entfernt ist, hatte einen gewissen Einfluss auf die Region, weshalb er an dieser Stelle erwähnt werden soll:
Die Cora de Fahs al Ballut, deren Hauptstadt Bitrawsh (Pedroche) war, hielten aus militärischen Gründen das Gebiet für Lebenswichtig zur Verteidigung ihres Staates, denn dort führten die Wege entlang, die Córdoba mit Toledo und den Marcas verbanden. Die cora ist eine natürliche Region, deren Territorium ein Teil dessen war, was schon Plinius beschrieben hat: Beturia de los Turdulos, gehörend zum Conventus Cordubensis. Auch Strabon spricht von Beturia als einer großen fruchtbaren Ebene, bedeckt von großen Bäumen und gut für Hirten. Während der westgotischen Herrschaft gehörte das Gebiet zur Diócesis de Córdoba und politisch zur Ducado de Córdoba. In den ersten Jahren der muselmanischen Herrschaft fiel das ganze Valle de Los Pedroches unter die Jurisdiction von Córdoba. Es wurde 743 in eine Kura (cora) umgewandelt. Seit den ersten Tagen der Muselmanischen Eroberung wurde es vor allem mit Berbern besetzt. Die Berber gehörten zum Stamm der Burt, sie erhielten die Rechte des Landes und die königlichen Privilegien. Als erstes davon dasjenige von Santa Eufemia. Daraus resultierte auch eine Transformation des Landwirtschaftssystems aufgrund unterschiedlicher Ernährungsgewohnheiten der neuen Bewohner.
Antón López de Logroño, der Procurador der Villa de Pedroche, führte vor den Alcaldes Mayores, der höchsten richterlichen Autorität von Córdoba, einen Prozess wegen der häufigen Schäden, welche die Nachbarorte von Pedroche grundlos erlitten, die von dem Rat, den Nachbarn und Bewohnern von Santofimia und seiner Ländereien verursacht wurden...das 1412 die Alcaldes y alguaciles (Gemeinderäte und Gemeindediener) von Santofimia in einen Ort marschierten, der Alcaracejos genannt wird, wo es etwa vierzig oder mehr Bewohner gibt, worauf man durch den damaligen Brauch schließen kann, bewohnte Häuser zu zählen, und veränderten die Grenzen und nahmen sich mehr als anderthalb legua (Meilen) des Landes und zwangen (die Bewohner) Abgaben auf Kleidungsstücke zu geben. Sie nahmen die Erträge der Einwohner dieses Gebietes und verkauften sie an die Richter von Santofimia. Der genannte Gemeinderat war also Teil des Prozesses. Es wurde aber nichts unternommen, um die Missstände abzustellen.
Um das Handeln der cordobesischen Behörden einzuschätzen, muss man sich die Schäden an der Produktion der Gemeinden mit den Rechten und Interessen der Siedlungen, die durch die Mächtigeren geschädigt wurden vor Augen halten. In der Zählung von 1540 hatte Córdoba 5845 Hausgemeinschaften, Pozoblanco 491, Pedroche 1139, Torremilano 756, Torrefranca 120, Alcaracejos 187, Santa Eufemia 309, E1 Guijo 209, El Viso 180.
Ähnlich ist es mit der Verteilung der Gebiete: Santa Eufemia, El Viso, El Guijo und Torrefranca gehörten zur Señorío de Santa Eufemia. Dahingegen gehörten Pedroche, Pozoblanco, Torremilano, Alcaracejos, Torrecampo zu Córdoba, dem gegenüber sie steuerpflichtig waren und die königlichen Gebiete und ihre gewählten Herrschaften wendeten das Gesetz in erster Instanz an, in direktem Rückgriff auf königliches Recht.

## Sehenswürdigkeiten
Alcaracejos ist ein Kreuzungspunkt verschiedener Wege und sozusagen der Vorsaal von Los Pedroches. Die gekalkten Wände seiner Häuser und die granitenen Portale geben ein anschauliches Bild vom Baustil in der Region.
Dank der Funde am Camino del Muzgaño lässt sich das Leben in Alcaracejos ab dem Ausgang des Neolithicums rekonstruieren. Der Mangel an archäologischen Funden beruht nur auf der Tatsache, dass bisher keine spektakulären Funde gemacht wurden, die einer weiteren Erforschung Antrieb geben würden. Man darf aber davon ausgehen, dass die Iberischen Kulturen und Bético Andaluzas zu finden wären.
Zwischen dem Weg von Muzgaño und dem Arroyo, sowie an der A1 nordöstlich von la Chimorra fand man jungsteinzeitliche Reste von Steinhämmern; etwa zwei Kilometer entfernt von der Brücke über den Arroyo del Lorito (Straße nach Guadalbarbo) und nur etwa dreißig Meter entfernt vom alten Camino Real, gibt es die Reste eines Dolmen der bis 1981 leicht zu erkennen war, jedoch bei Straßenarbeiten schwer beschädigt wurde.
Am Cerro Castillejo, in der Nähe des Barranco Lagarejo und nah zur Straße nach Córdoba fand man Reste von Mauern, im nächsten Hügel befindet sich die Höhle von Juan Palomo und auch im Peñón de Lazarillo, südlich von Chimorra ist eine Höhle, die noch auf eine wissenschaftliche Untersuchung wartet.
Im Cerro de la Atalayuela, drei Kilometer weiter nördlich, am Weg nach Añora, kamen 1986 verschiedene vor-romanische Keramiken, sowie eine polierte Steinaxt und mehrere Handmühlsteine ans Licht (wahrscheinlich 3. Jh. v. Chr.).
Einer der Schätze, die im Museo Arqueológico de Córdoba ausgestellt werden, entstammt der Mine Almadén (Pozoblanco), jedoch gehört diese Mine (andere Bezeichnung: Chaparro Barrenado) zum Gebiet von Alcaracejos. Sie liegt sieben Kilometer südlich in der Sierra Morena von Espiel.
Auf einer Anhöhe zwischen den Arroyos Guadalbarbo und Musgaño, auf einer Höhe von 650 m führt am Fuß des Berges der Camino real, die alte vía Corduba-Emérita vorbei. Auf dem Hügel selbst zeichnen sich mehrere kleine Erhebungen ab. Unter einem davon entdeckte man die Reste einer Basilika und etwas weiter die Reste eines anderen Gebäudes. Dazwischen befindet sich eine Mulde, die direkt zum Camino real führt und wahrscheinlich den alten Zugang zum Dorf markiert.
1913 begann der damalige Eigentümer des Geländes, R. Blanco, eine Ausgrabung, nachdem er die Reste entdeckt hatte und beschrieb die Reste einer Westgotischen Basilika. Da seine Finca zum Gebiet von Alcaracejos gehörte, fand die Kirche Eingang in die Literatur als Basílica de Alcaracejos. Die ist jedoch ein Irrtum, denn der Cerro del Germo liegt tatsächlich auf dem Gebiet von Espiel, denn der Camino real trennt die Gemeindegebiete an dieser Stelle. Man müsste also von der Basílica del cerro del Germo en Espiel sprechen. Dieser Fehler führte immer wieder zu Verwirrungen.
Aus der maurischen Zeit gibt es Reste kleiner Ansiedlungen. Eine davon liegt nächst dem Arroyo de los Tejares und eine weitere im Flurstück Granjera (Zuchtgebiet), 5 km südlich von Alcaracejos, darüber hinaus gibt es weitere zerstreute Reste, wie zum Beispiel ein Schaufelrad an einer Quelle und verschiedene Mühlen an den Ufern des Río Cuzna, sogenannte „Eimermühlen“ (molinos de cubo) und andere Mühlen mit Aquädukten und Fallturm am Arroyo de la Gargantilla im Osten von la Chimorra (Molino de la Gargantilla).
Die Pfarrkirche San Andrés wurde im Spanischen Bürgerkrieg 1936 zerstört und 1965 wieder aufgebaut. Ein gotisches Portal hat die Zerstörung überstanden und ist in die Kirche wieder eingebaut worden. Direkt neben dem Friedhof liegt die Einsiedelei Ermita de la Magdalena und die Ermita de San Sebastián ist der vorigen sehr ähnlich. Sie stammt aus dem 16. Jahrhundert. Auf ihrem Gelände liegen jedoch interessant archäologische Überreste: die arabische Mühle La Gargantilla, ein Andenken an den Berberclan der Bereber de Kazna und die Molino Horadado
Das Portal Portada de la antigua Casa del Pavo ist ein Portal aus dem 16. Jahrhundert, welches momentan in die Fassade der Ortsverwaltung integriert ist.

## Museen
- Das Museo de la Matanza (Schlacht-Museum) stellt verschiedene Werkzeuge zur Schlachtung (span.: faenamiento, matanza) aus.